# قیسی

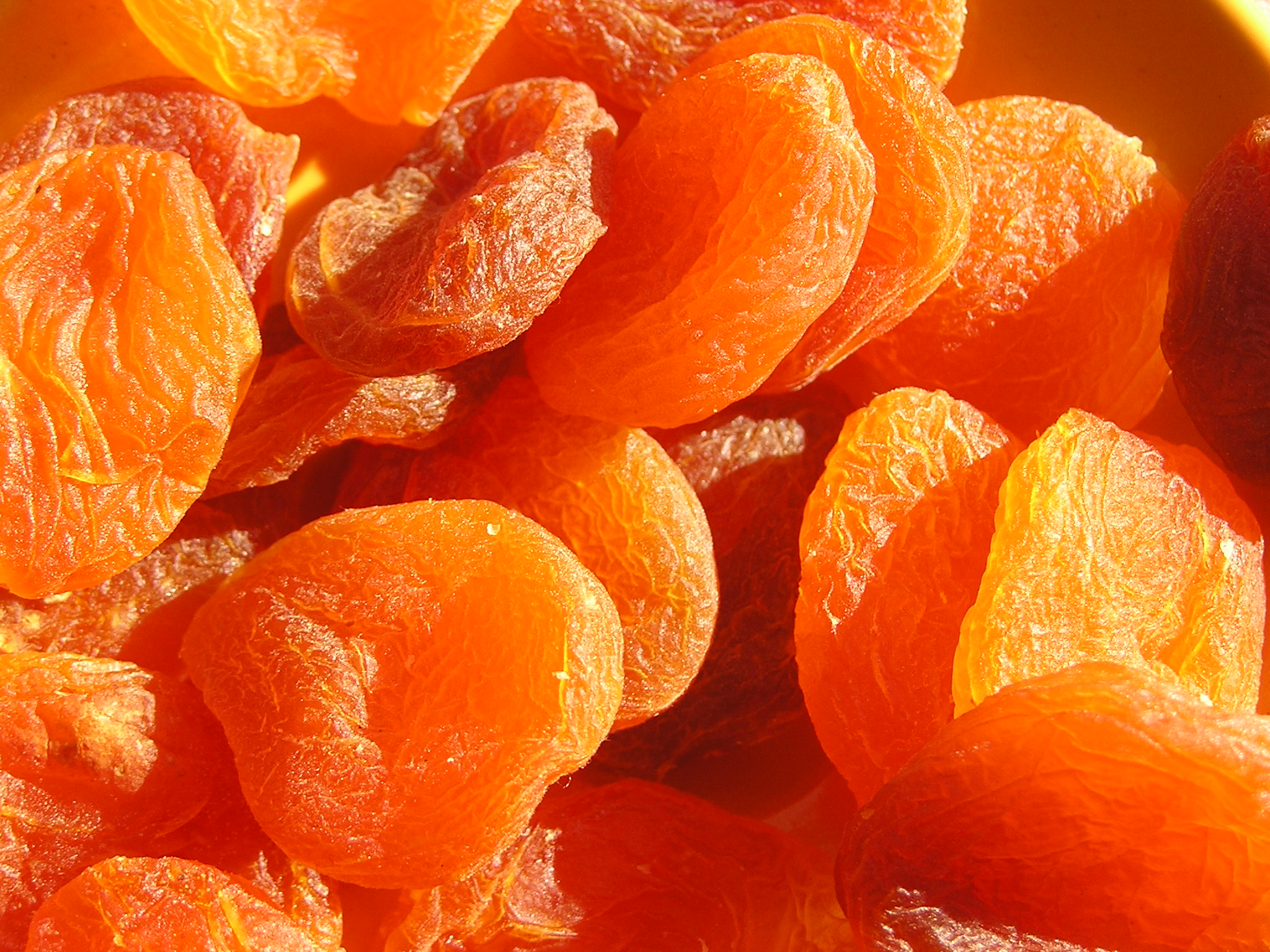
قیسی خشک شده

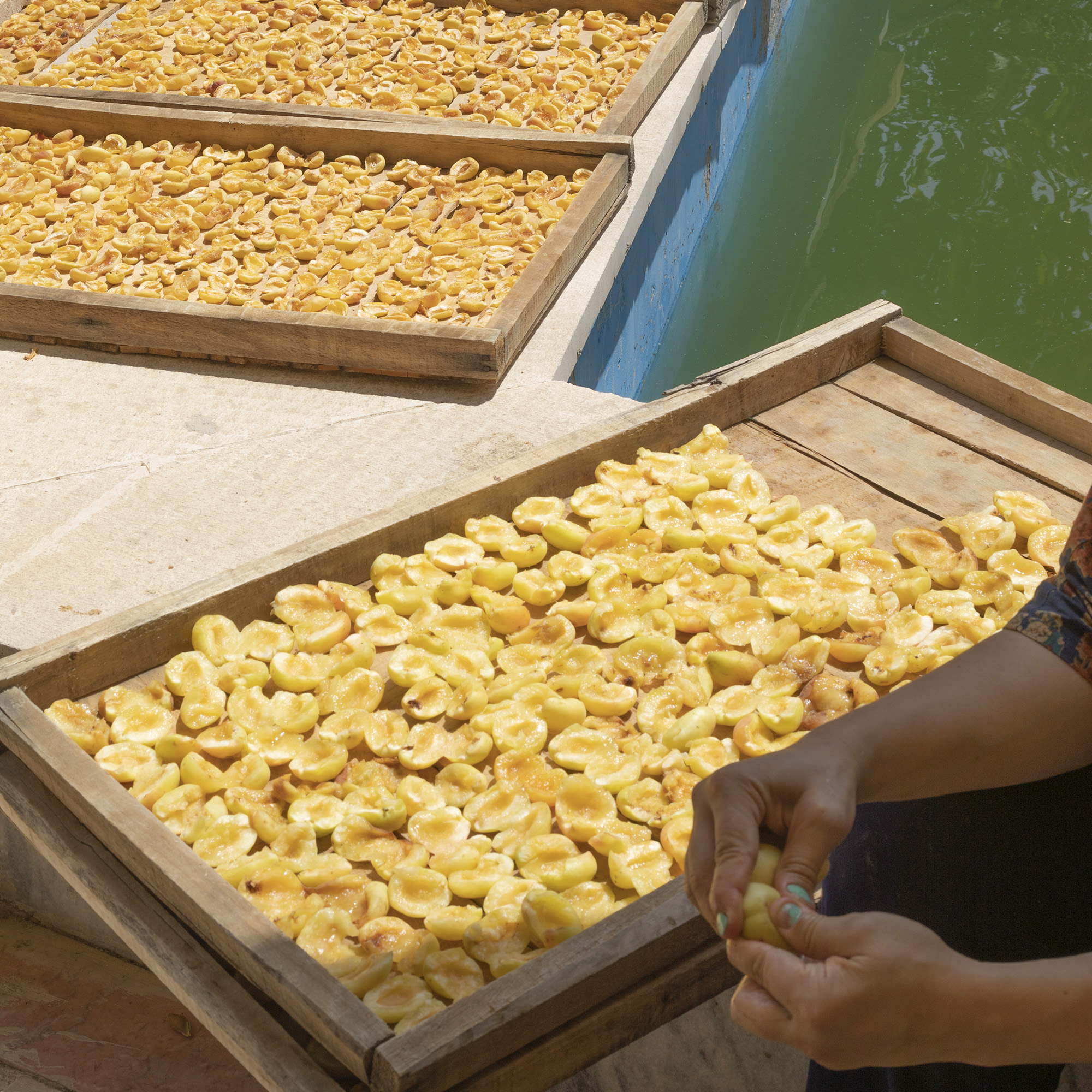
آماده‌سازی زردآلو برای تهیه برگه زردآلو

قِیسی یا برگه زردآلو نوعی از زردآلو خشک‌شده است که بسیار شیرین و مطبوع است و در بیشتر نقاط ایران یافت می‌شود. همچنین در برخی مناطق، برگه زردآلوی خشک‌شده که در مواردی حاوی مغز زردآلو نیز باشد را قیسی می‌نامند و به آن «برگه» نیز گفته می‌شود. قیسی یکی از سوغاتی‌های استان آذربایجان شرقی و  شاهرود می‌باشد. قطب تولید قیسی درشهرستان مرند در آذربایجان شرقی  است و بخش عمده ای از تولید قیسی تولیدی ایران در باغات این شهر به صورت ارگانیک تولید شده و به شهرهای دیگر و بقیه کشورها صادر می‌شود.
قیسی آفتابی که از مرغوبیت بالایی برخوردار است بیشتر در شهرها و مناطق آذربایجان تولید می‌شود. مربای قیسی آفتابی از دسرهای مشهور تبریز است. برای تهیه قیسی پس از آماده‌کردن برگه‌ها، از خشک‌کن، فر و یا قرار دادن در زیر نور آفتاب استفاده می‌شود.
در کتاب‌ها قیسی حاوی مواد مغذی نظیر همچون سایر میوه‌های خشک، قیسی نیز حاوی مواد مغذی نظیر فیبر، ویتامین‌های A و C و پتاسیم و آهن است.